# HeroQuest 2: Legacy of Sorasil
HeroQuest 2: Legacy of Sorasil ist die Fortsetzung des Computerspiels HeroQuest und eine Softwareumsetzung des Brettspiels HeroQuest von MB Spiele. Es wurde vom britischen Entwicklerstudio Gremlin Graphics Software adaptiert und 1994 für Amiga und Amiga CD³² veröffentlicht.

## Spielprinzip
HeroQuest 2: Legacy of Sorasil spielt sich ähnlich wie sein Vorgänger. Bis zu vier Spieler wählen aus einem Pool von acht vorgegebenen Heldencharakteren eine Spielfigur aus. Gemeinsam erkunden sie rundenweise Dungeons und andere Schauplätze, kämpfen gegen computergesteuerte Kreaturen und suchen nach besserer Ausrüstung. Das Ganze ist in eine lose Handlung eingebettet, wonach im Land Rhia aufgrund anhaltender Dürre eine Seuche ausgebrochen ist. Die Helden sollen ein Amulett und einen Orakelstein finden, um die Seuche zu bekämpfen. Die Karten werden aus einer dreidimensional wirkenden isometrischen Perspektive präsentiert, das Spielfeld ist in quadratische Felder unterteilt. Insgesamt besteht das Spiel aus neun Missionen. Die Helden steigen nach Beenden einer Mission im Charakterlevel und können durch den Kauf von Gegenständen in Warenhäusern verbessert werden.
Anders als im Vorgänger, ist in HeroQuest 2 mehr Zusammenarbeit zwischen den Spielern erforderlich. Die CD32-Version besitzt im Vergleich eine umfangreichere Farbskala und verbesserten Sound.

## Rezeption
„The Legacy of Sorasil verbreitet die gleiche gepflegte Langeweile, die auch schon den Vorgänger zum Meditationsprogramm für gestreßte Computerspieler machte.“

“CD32 owners will be more than happy with Gremlin’s superb adventure sequel. The 3D isometric graphics are spot on, the CD sound is a major improvement over the sonics heard in the computer version, plus it’s still highly playable and incredibly addictive”

„CD32-Besitzer werden mehr als glücklich sein mit Gremlins hervorragender Abenteuer-Fortsetzung. Die dreidimensionale isometrische Grafik ist goldrichtig, der CD-Sound ist eine wesentliche Verbesserung gegenüber den Klängen der Computerversion, außerdem ist es immer noch bestens spielbar und unglaublich süchtig machend.“